# Fissiscapus
Fissiscapus é um gênero de aranhas da família Linyphiidae endêmico da América do Sul descrito em 1991.